# 沖スロ
沖スロ（おきスロ）は、メダルの直径が30パイ（⌀30）のパチスロ機種。

## 概要
1号機の頃から4号機の中盤ぐらいまでは沖縄県向けに設置されていたが、その名残でそれ以降から2022年現在に至るまで沖縄県に多く設置されている。
「沖縄県しか設置してはならない」という規定はなく、沖スロのパチスロ台自体は全国的に設置されており、特に東海3県（愛知県、岐阜県、三重県）では沖縄県と並んで沖スロが多く設置されている。ただ、沖縄県限定で設置しなければならない機種は、『トリプルクラウンシリーズ』（清龍ゲームジャパン）など、一定数存在する。
一般的なスロットのコインの直径（パイ）が25ミリであるのに対し、沖スロは30ミリであること、完全先告知の機種が主体となっていることが大きな特徴である。メダルの正確な直径は、沖縄向けの方が本土向けよりも少し大きく、本土向けは30.3mm、沖縄向けは30.8mmである。
かつてはオリンピアや瑞穂製作所等が沖縄県に拠点を持ち、後述のアップライト型パチスロを競合他社よりも多くリリースしていた。その後、両者とも東京都に移転した1990年頃から2015年までは、沖縄県に拠点を持つパチスロメーカーは一切存在しなかったが、同年宜野湾市に20年以上ぶりの沖縄県に拠点を持つパチスロメーカーとして株式会社オズが設立されている。
5.5号機の“OZ-1-30”が同社で初めてリリースした沖スロであり、今のところ6号機までを含めてこの機種のシリーズしかリリースしていない。それ以外の機種は全て必然的に沖縄県外を拠点とするメーカーのものである。

## 特徴

### ボーナス告知
沖スロは、ボーナスの告知方法は完全告知（先告知）を基本とする機種がほとんど。ボーナス告知のタイプには、オリンピア系のパトライト点灯（パトロット）、パイオニア系のハイビスカスランプ点灯や、LED点灯、リールライト消灯or点灯などがあり、ボーナス成立がわかりやすい。

### 筐体
3号機まではアメリカ合衆国のスロットマシンをモチーフとしたアップライト型のパチスロであるが故に30パイ（30.8mm）のメダル規格や先告知機能が確立され、筐体が非常に大きく、レバーも右側に配置され、下まで下げないとリールが回らなかった。1.5号機の『フェニックス』（高砂電器）、2-2号機の『APEX701Z』（サミー工業）がアップライト型機種の代表格だった。
4号機から本格的にパチンコと同サイズの本土のものとほぼ同じとなり、レバーも本土同様の小型サイズとなったため、機種名の最後に「-30」が付くことになった。初期機種に関しては、大量リーチ目機種の沖スロ版である『ニューパルサー30』（山佐）など、スペックも様々だったが、アップライト型と同じ先告知機能が付いたものが『トリプルクラウンII-30』しか存在しなかったことから、必然的にこちらの人気が高く、同機のみを大量導入する店舗が1990年代ぐらいまで中小規模ホールを中心に多く存在した。それも同機は中小メーカーであるマックスアライドの機種だった。「CHANCE」を上部に配したバットとボールのボーナス告知ランプが特徴であり、告知ランプマーク自体が文字がないもののみを含めて清龍ゲームジャパンの登録商標であり、これ自体がトリプルクラウンシリーズのシンボルマークとしているため、沖縄のホールでは清龍ゲームジャパンにトリプルクラウン関連のマークであることを伝えた上で利用許可を得て広告媒体や看板に使用している。沖縄スロッターの間では『トリプルクラウンシリーズ』のことを「バット」という愛称が付けられている。
沖スロが沖縄県外にも積極的に導入されるようになった2000年代頃から発祥の地域である沖縄そのものを題材とした沖スロが多数出回るようになり、機種名、ゲームマシン筐体、ゲーム名、役柄に沖縄に関連・連想させるものが使われていることが多い（例:ハイビスカス、島○○、レキオ、ウルマ、うちなー、シーサー、琉球、エイサー、花笠など）。また、ボーナス時の背景音楽にも沖縄民謡や、沖縄出身のアーティストなどの琉球音階を用いた楽曲をそのまま用いられていることがある（例:てぃんさぐぬ花、花〜すべての人の心に花を〜、ハイサイおじさん、安里屋ユンタ、島唄、島人ぬ宝など）。ウェイト音も、琉球音階や三線の音色が採り入られている傾向にある。近年のトリプルクラウンシリーズも沖縄限定が主体としながらも琉球音楽を効果的に採り入れられている。
沖縄をモチーフとしない無い機種もそれなりにあるが、それもハワイやビーチなどの南国そのものを題材とした機種が大半である（機種例:南国育ちシリーズ（オリンピア）、マハロシリーズ（北電子）、ハナハナシリーズ（パイオニア）など）。南国そのものを題材としない沖スロは、『スーパービンゴシリーズ』（ベルコ・25パイ版は青系だが、30パイ版は黄緑系）など、少数しかない。
30パイコインが使われるのは、戦後占領していた米国でのスロットマシンで使われていた50セント硬貨に近づけた影響という説や、アメリカ軍の軍人達が扱いやすい大きさにしたためという説、など複数の説がある。

## 人気
完全告知型筐体になったのは、沖縄県におけるパチンコ・スロット店には高齢者の比率が他の都道府県よりも高く、リーチ目・前兆演出・技術介入などの要らないものが好まれたという説も。
4号機中盤から沖縄県外（内地）のパチンコ店への普及を図るべく、『ハナハナ30』や『シオサイ30』（双方共パイオニア）などの沖縄では不人気の機種を利用して裏モノとして射幸心を高めた不正なメイン基板に交換された沖スロが全国的に蔓延し、「沖スロ=裏モノ」というイメージが根付き、中京圏はどの店舗であっても裏モノの沖スロが大量に導入される始末となった。なお、沖縄県のホールには裏モノはほとんど無かった。裏モノ化されやすかったのは、当時流行りのアシストタイムやストックタイムなどを搭載しておらず、プログラムが単純で改造しやすかったという理由がある。
また、コインをドル箱に効率よく入れるために「木の葉積み」や「俵積み」などをする人がいるが、コインが大きいため25パイよりもやりやすく、非常に高く積んでいる人が多いのも30パイの特徴である。
長らく沖縄の若年スロッターは後述のチビコインコーナーに殆ど流れていった結果、沖スロは中高年向けに逆戻りしたものの、2014年に発売された『沖ドキ!』（ユニバーサル）という沖スロが出て、25パイモデルとの同時リリースのもと4号機の裏モノを彷彿とさせる爆裂連チャンAT機が32ゲーム以内のボーナスゲームは連チャンと看做されて総枚数を継続することになり、大花火30以来となる沖スロの若年層人気の復活に貢献したため、沖スロのAT機は25パイモデルの発売が増え、『チバリヨ!』（ネット）や、スーパービンゴとともに沖スロAT機の主翼を担うようになっており、25パイ版との同時期リリースが原則化されたことによって、東海3県以外やスロット各台計数機を導入されていないホールを中心に本土では多数派の沖スロの導入がないホールにも広まったため、沖スロAT機の全国的な人気を証明するようになった。
沖縄県のパチンコ店は昔からパチスロがパチンコよりも多く導入されている傾向にあり、スロットコーナーは、中高年層向けで一つの島に同じ機種を導入されている傾向にあり、スロットコーナーの主力としている沖スロ（デカコイン・30パイメダル）ノーマル機と、若年層向けの沖スロAT機およびどの店舗であってもバラエティとしている傾向にあり、ART・AT機かつ液晶演出機が主だが、本土の主力で、「GOGO! CHANCE」のロゴランプ点灯でボーナス確定を知らせる後告知ノーマル機の『ジャグラーシリーズ』（北電子・本土では沖スロと同じ戦略の機種）でさえバラエティのチビコイン（25パイメダル・スマスロ混合）で分けている。
一般的に本土では「バケ」と称されるレギュラーボーナスのことを「ベイビー」と称することが多い。かつてはビッグボーナスを「セブン」と称していた時代もあったが、近年はビッグボーナスは本土同様に「ビッグ」と略すのが一般的になっている。

## 25パイ
沖縄県では30パイ機種が標準であり、沖縄の若年層にスロット文化を根付かせた功績が大きい『大花火30』（アルゼ）や『獣王30』（サミー）が入っていた島を中心にAT機である2002年の『猛獣王S』（サミー）を皮切りに25パイ機種の導入が始まり、『北斗の拳』（サミー）の社会現象以降はほとんどの店舗で導入が進むようになった。その関係で25パイのメダルを「チビコイン」と呼んでいる（5号機以降は25パイも市民権を得たのか、逆に30パイのメダルを「デカコイン」、「沖スロ」と表記することも一般的になってきている）。